# Поветицова вечерница
Повѐтицовата вечѐрница (Agrius convolvuli) е вид едра пеперуда от семейство Вечерници (Sphingidae).

## Разпространение
Пеперудата е разпространена из голяма част от Стария свят и Океания, включително и в България.

## Външен вид

### Яйце
Яйцата са почти сферични, жълто-зеленикави, с диаметър 1,35 mm.

### Гъсеница
Към края на развитието си, гъсеницата достига дължина 10÷12 cm. Основният цвят варира значително, като най-често е маслиненозелен или кафеникав. Отстрани на сегментите има диагонални тъмни ивици, под които са едрите кръгли дихалца в същия цвят. На последния сегмент се намира дълго оранжево рогче с черен връх, като при тъмните форми на гъсеницата може цялото рогче да е черно.

### Какавида
Какавидата е тъмнокафява с дължина 5÷6 cm. Калъфчето на хоботчето е доста характерно – сравнително дълго, свободно и завито.

### Имаго
Това е една от най-едрите пеперуди в България. Размахът на крилете е 95 – 120 mm, а дължината на тялото 50 – 55 mm.
Когато е в покой – с прибрани крила – пеперудата е в преобладаващо сиви, на места кафеникави, тонове. Има повече или по-малко личащи неправилни и начупени тесни ивици. Това е защитна окраска, която я прави трудно различима на фона на кората на много дървета. В покой се виждат главата, гърдите, предните крила и надлъжната средна част на коремчето – именно те са с такава окраска. Задните крила са с по-широки бели и сиво-кафеникави ивици. По страните на коремчето се редуват напречни розови и черни ивици, които се виждат когато пеперудата е с разтворени криле.
Поветицовата вечерница е сред пеперудите с най-дълги хоботи. Дължината на хоботчето ѝ варира в големи граници 6÷15 cm, като най-често е около два пъти по-дълъг от тялото, т.е. около 10 cm.

## Жизнен цикъл
Поветицовата вечерница извършва големи миграции. Постоянен обитател е в по-топлите райони – тропичните и субтропичните части на ареала ѝ, най-южните части на Европа и др. В останалата част от Европа и на много други места е мигрант. Може да дава до четири поколения годишно в местата, където е постоянен обитател.
В Европа имагото лети от май до ноември. През май-юни започва да мигрира на север, затова в по-северните части се появява по-късно. Гъсеницата може да се види най-често през август-октомври.
Както повечето вечерници, имагото на Поветицовата вечерница е активно предимно привечер. Посещава основно растения с дълбоки, тръбести цветове като тютюн, петуния, грамофонче – от които пие нектар с дългото си хоботче без дори да каца. През деня почива върху кората на дървета, стени, огради и др., където окраската ѝ осигурява прикритие.
Хранителните растения на гъсеницата са най-често от сем. поветицови (Convolvulaceae) – поветица (Convolvulus), чадърче (Calystegia), грамофонче (Ipomoea) и др. В някои части от ареала си е вредител по сладкия картоф (Ipomoea batatas). Женската снася яйцата си върху листата на хранителните растения. В зависимост от условията, след 5÷15 дена от тях се излюпват ларвите. Ларвният стадий трае средно около месец, а ларвите преминават през 5 възрасти (4 линеения). В края на последната възраст, ларвата слиза от хранителното растение и изравя камерка в почвата на дълбочина 10÷20 cm, където какавидира. Какавидният стадий трае 2÷25 дни или повече при неблагоприятни условия и хибернация. Само в най-южните части на Европа успява да презимува. В останалите части на Европа, само рано какавидиралите ларви успяват да имагинират преди зимата и да мигрират на юг. Късно какавидиралите се опитват да презимуват, но не оцеляват.